# جنبش دموکراتیک پاکستان

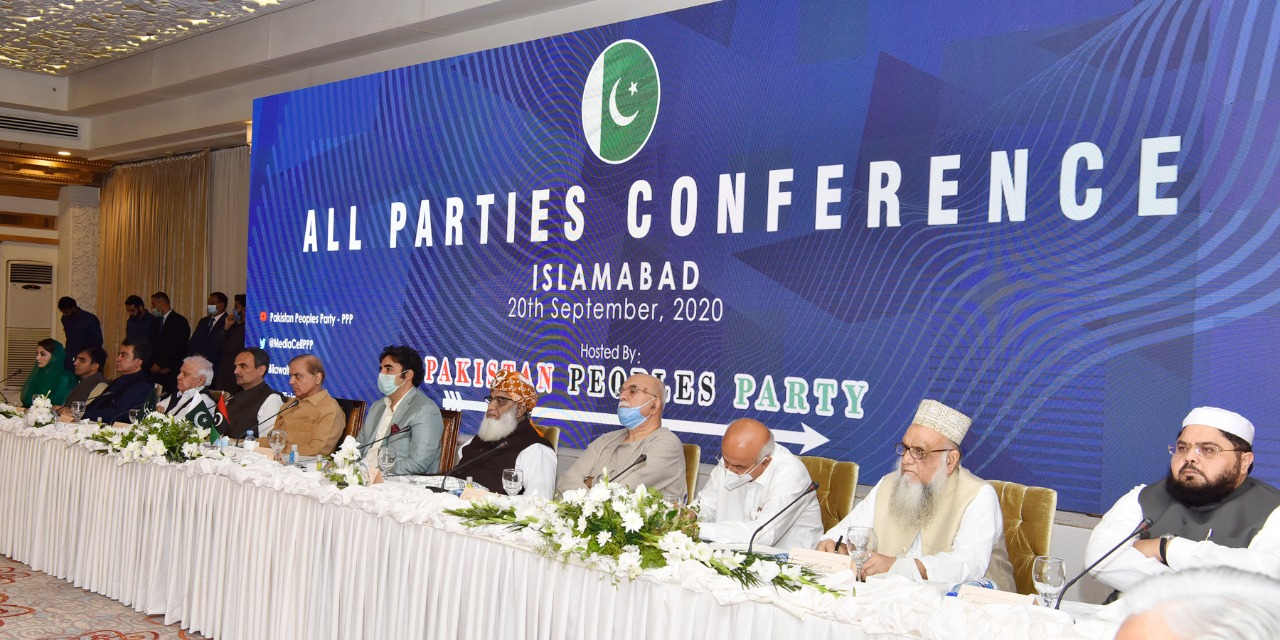
کنفرانس همهٔ احزاب در ۲۰ سپتامبر ۲۰۲۰ که در آن جنبش دموکراتیک پاکستان PDM تأسیس شد

جنبش دموکراتیک پاکستان (اردو: پاکستان ڈیموکریٹک موومنٹ)، یا (PDM)، ائتلافی از احزاب سیاسی در پاکستان است که در سپتامبر ۲۰۲۰ به عنوان جنبشی علیه عمران خان، نخست‌وزیر وقت، تأسیس شد که رژیم او را به حکومت داری ضعیف، قربانی کردن سیاسی مخالفان و سوء مدیریت اقتصاد و سیاست خارجی متهم می‌کرد. چندین تن از اعضای مخالف حزب خود عمران خان، تحریک انصاف پاکستان (PTI) نیز به این مبارزه پیوستند. در ۱۰ آوریل ۲۰۲۲، ائتلاف موفق شد خان را از طریق یک درخواست عدم اعتماد برکنار کند، پس از آن PDM دولت خود را تشکیل داد و شهباز شریف، رهبر مخالفان را به عنوان نخست‌وزیر کشور انتخاب کرد.
رئیس PDM فضل الرحمن و سخنگوی آن حافظ حمدالله، هر دو از جمعیت علمای اسلام (JUIF) است. شاهد خاقان عباسی از حزب مسلم لیگ پاکستان (PMLN) دبیرکل، محمود خان اچکزی از حزب پشتونخوا ملی عوامی (PMAP) معاون رئیس‌جمهور و آفتاب شرپائو از حزب قومی وطن (QWP) معاون ارشد رئیس‌جمهور از اتحاد است. معاون ارشد سابق PDM راجه پرویز اشرف از حزب مردم پاکستان (PPP) بود، در حالی که سخنگوی سابق میان افتخار حسین از حزب ملی عوامی (ANP) بود.